# Lysithea
Lysithea, rod crvenih algi u porodici Bangiaceae. Jedina je vrsta morska alga L. adamsiae u vodama Novog Zelanda
Vrsta je nekadda uključivana u rod Porphyra iz kojega je izdvojena i uključena u novi rod Lysithea, opisan 2011. godine.

## Sinonimi
- Porphyra adamsiae W.A.Nelson 1993